# 根本流風
根本 流風（ねもと るか、1998年2月10日 - ）は、日本の女性声優、アイドル。女性アイドルユニット・アイオケのメンバー（リーダー）。MILLENNIUM PRO所属。神奈川県生まれ。血液型はA型。

## 来歴・人物
2013年、高校1年生で追放型声優オーディション番組『スパルタンMX』に応募する。当時、無所属でありながら声優グランプリ編集長に「無色透明の原石」と言わしめた。第1期生オーディションに合格し、後に番組内で結成された声優ユニット「キャンディボイス」のメンバーの一人となる。当時はメガネをかけていた。
2014年、キャンディボイスがVAPから「誰よりもデビュー」でメジャーデビューする。同年5月1日より、MILLENNIUM PRO所属となった。
2015年、『VENUS PROJECT』の香島夕役で初のメインキャラクターを演じる。その後キャンディボイスから改名した「アイドルオーケストラRY's」のメンバーとしての活動を始める。
2018年、第12回声優アワードにて「どうぶつビスケッツ×PPP」として歌唱賞を受賞。
2020年3月、RY's（2018年にアイドルオーケストラRY'sから改名）の3代目リーダーに就任。7月、ユニット名を「アイオケ」に改名し、初代リーダーとなった。
特技は、ドヤ顔・モノマネ・似顔絵を描くこと。趣味は、音楽を聴くこと、ショッピング、ペンギングッズ集め。ペンギンが好きだと公言している。メロンが苦手。ペットに金魚を3匹とドジョウを飼っている。金魚の名前は金太、金助、金次郎。ドジョウの名前はどじょの助。中学時代、同級生に女優・タレントの玉川来夢がおり、後に2023年の主演舞台にて共演する。また、部活動は吹奏楽部に所属し、部長を務めていた。

## 出演
太字はメインキャラクター。

### テレビアニメ
2014年
- 名探偵コナン（女性）
- 冬のマジョモリ（マリモー）

2015年
- うわばきクック（蝶々1）
- VENUS PROJECT -CLIMAX-（香島夕、子供B）
- ビキニ・ウォリアーズ（町の人C、子供）

2016年
- 三者三葉（猫カフェ店員A）
- ナゾトキネ（登照宮）
- 虹色デイズ （係員、彼女）
- 美少女遊戯ユニット クレーンゲールGalaxy（つるこ、フランシスコ大友）
- 不機嫌なモノノケ庵（2016年 - 2019年、女子、女生徒、妖怪、妖怪C） - 2シリーズ

2017年
- けものフレンズ（2017年 - 2019年、コウテイペンギン、オカピ） - 2シリーズ
- カイトアンサ（登女将、登マネージャー、登照宮）

2019年
- アズールレーン（サッチャー）

### OVA
- 虹色デイズ（2016年、女子） - コミックス第13巻アニメDVD同梱版

### Webアニメ
- ようこそジャパリパーク（2018年、パークスタッフ）

### ゲーム
2015年
- VENUS PROJECT（香島夕）
- DREAM BEAT!（香島夕）

2017年
- 君はヒーロー（ウサタロー）

2018年
- アズールレーン（シカゴ、サッチャー）
- 共闘ことばRPG コトダマン（コウテイペンギン）

2020年
- 絵師神の絆（チンク）

### ドラマCD
- スピカリタ（2017年、セイラ）

### ラジオ
※はインターネット配信。
- 課題解決型声優育成バラエティ番組スパルタンOBC（2014年、ラジオ大阪）
- ラジオ VENUS PROJECT（2015年、ラジオ大阪・HiBiKi Radio Station※）[13]
- けものフレンズ presents フレンズ探検隊（2017年 - 2018年、文化放送）[14]
- RY'sのアイオケ♪RADIO（2017年 - 、 HiBiKi Radio Station※）
- あにてれ presents フレンズ探検隊2（2018年 - 2019年、文化放送）

### ナレーション
- エンプラ!（2014年7月2日 - 8月13日、TOKYO MX・KBS京都・BS11）
- SHOWROOM CM（2019年3月4日 - 、テレビ東京）

### テレビ番組
※はインターネット配信。
- スパルタンMX（2013年7月 - 2014年6月、TOKYO MX・ニコニコ動画※「スパルタンMXチャンネル」）※女子1期、2期生より選抜された臼井晴菜、近藤ゆき、高橋紗妃、豊泉志織、根本流風、濱頭優の6人によるユニット「キャンディボイス」として活動。
- アニ探! アニメ探偵団（2014年10月6日 - 、YTV）
- VENUS PROJECT TV（2015年7月5日 - 8月9日、TOKYO MX）
- アイオケ♪（2015年9月30日 - 2016年3月30日、TOKYO MX）
- けものフレンズアワー（2016年11月22日 - 2018年4月18日、ニコニコ生放送※）
- けものフレンズげーむぎゃらりー（2017年11月20日 - 2019年4月5日、OPENREC.tv※）[15]
- Radio SteelSeries（2018年2月22日 - 2020年1月31日、Twitch※）[16]
- けものフレンズアワー2（2018年5月23日 - 2019年4月10日、ニコニコ生放送※）
- ミニけものフレンズアワー2（2019年1月21日 - 4月1日、ニコニコ生放送 ※）

### 舞台
2017年 - 2021年
- けものフレンズ（2017年6月、品川プリンスホテル クラブeX） - コウテイペンギン 役
  - けものフレンズ2（2018年11月、品川プリンスホテル クラブeX） - コウテイペンギン 役

- Otona Project 第二十四弾 爆走おとな小学生 第十回全校集会『初等教育ロイヤル』（2019年5月 - 6月、東京公演：全労済ホール／スペース・ゼロ / 大阪公演：ABCホール） - 高橋さん 役
- Otona Project 第二十六弾 爆走おとな小学生 第十一回全校集会 舞台版 『魔法少女（？）マジカルジャシリカ-マジカル零-ZERO-』（2019年9月、CBGKシブゲキ!!） - 山口梨沙 役
- 幽幻道士 キョンシーズ THE STAGE（2021年12月、新宿村LIVE） - チビトラ 役

2022年
- ALL GREEN プロデュース『冥途喫茶2 - 新婚生活地獄篇』（2022年7月、シアターグリーン BIG TREE THEATER） - ミラ 役
- 五反田タイガー 5th Anniversary 11th Stage『ペインティング・バーレスク〜天使がいた場所〜（2022年9月 - 10月、こくみん共済 coop ホール／スペース・ゼロ ） - ガッツ 役
- RAVE塾 vol.6『南無阿弥ティアラ〜魑魅魍魎の女学園における栄光とおだぶつの狭間で足掻く姫とホトケの奇想曲〜』（2022年11月、築地本願寺ブディストホール） - 北山玲奈 役
- 演劇ユニット メイホリック メイホリックシアター11『メイドランカー！詰り蹴落とし跪け乙女』（2022年11月、CBGKシブゲキ!!） - ナデシコ 役

2023年
- 劇団バルスキッチン 第23回公演『産声フォーユー』（2023年2月、バルスタジオ） - 主演：岸野弥生 役
- 萬腹企画 16杯目『MAGIAGIA -マギアギア-』（2023年4月、あうるすぽっと） - 日替わりゲスト：戸出ススム 役
- ALL GREEN プロデュース『冥途喫茶III - 三河高校 定時制篇』 （2023年6月 - 7月、シアターグリーン BIG TREE THEATER） - ミラ 役
- Daisy times produce『R-20』（2023年8月、萬劇場） - 主演：カガミ 役
- ぱすてるからっとproduce 舞台『水上のゴンドリエーラ』（2023年10月、シアターグリーン BIG TREE THEATER） - 主演：ルーチェ 役

2024年
- 舞台『恋と呼ぶには気持ち悪い』（2024年4月 - 5月、ヒューリックホール東京 / COOL JAPAN PARK OSAKA TTホール） - 小竹 役
- 舞台『東京リベンジャーズ』-天竺編-（2024年8月 - 9月、森ノ宮ピロティホール / IMM THEATER） - 橘日向、佐野エマ 役
- 舞台『けものフレンズ』JAPARI STAGE!〜きみのあしおとがまたきこえた〜（2024年11月、品川プリンスホテル クラブeX） - コウテイペンギン 役

2025年
- ぱすてるからっとproduce 舞台『空の国のサイコメトリー』（2025年4月、シアターグリーン BIG TREE THEATER） - 主演：アリス 役
- 舞台『東京リベンジャーズ』-The LAST LEAP-（2025年6月 - 7月、COOL JAPAN PARK OSAKA WWホール / KAAT神奈川芸術劇場 ホール） - 橘日向、ほか全ての女性キャラクター 役
- 劇団バルスキッチン 第43回公演『商店街グランドリオン』（2025年9月〈予定〉、あうるすぽっと） - 木村ミニー 役
- 舞台『夜逃げ屋本舗』（2025年10月8日 - 13日〈予定〉、シアター・アルファ東京）

### 朗読劇
- 朗読劇 カミサマ未満（2014年8月、ニッポン放送イマジンスタジオ）[28]
- アイエス・フィールド オンライン朗読劇『Greif3』（2020年7月、オンライン配信） - 宝生咲良 役[29]
- アイエス・フィールド 朗読エンターテイメント『Greif4』（2021年9月、オメガ東京） - 宝生咲良 役[30]

### その他コンテンツ
- アプリ『MAPLUS+声優ナビ』（2018年、コウテイペンギン[31]）

## ディスコグラフィ

### キャラクターソング
| 発売日   | 商品名                                          | 歌 | 楽曲                                                                         | 備考                                              |
| 2017年   | 2017年                                          | 2017年 | 2017年                                                                       | 2017年                                            |
| -------- | ----------------------------------------------- | --- | ---------------------------------------------------------------------------- | ------------------------------------------------- |
| 2月8日   | ようこそジャパリパークへ                        | どうぶつビスケッツ×PPP | 「ようこそジャパリパークへ」                                                 | テレビアニメ『けものフレンズ』オープニングテーマ  |
| 2月8日   | ようこそジャパリパークへ                        | PPP | 「大空ドリーマー」                                                           | テレビアニメ『けものフレンズ』挿入歌              |
| 2月8日   | ようこそジャパリパークへ                        | PPP | 「ようこそジャパリパークへ」                                                 | テレビアニメ『けものフレンズ』関連曲              |
| 6月7日   | Japari Café                                     | どうぶつビスケッツ＋かばん（内田彩）×PPP | 「けものパレード 〜ジャパリパークメモリアル〜」 「ようこそジャパリパークへ」 | テレビアニメ『けものフレンズ』関連曲              |
| 12月13日 | フレ！フレ！ベストフレンズ                      | どうぶつビスケッツ×PPP | 「フレ！フレ！ベストフレンズ」                                               | ゲーム『けものフレンズぱびりおん』テーマソング    |
| 12月13日 | フレ！フレ！ベストフレンズ                      | PPP | 「ファーストペンギン」                                                       | テレビアニメ『けものフレンズ』関連曲              |
| 12月13日 | Japari Café2                                    | マーゲイ（山下まみ） with PPP | 「THE WANTED CRIMINAL」                                                      | テレビアニメ『けものフレンズ』関連曲              |
| 12月13日 | Japari Café2                                    | PPP | 「わたしたちのストーリー」                                                   | テレビアニメ『けものフレンズ』関連曲              |
| 12月13日 | Japari Café2                                    | どうぶつビスケッツ＋かばん（内田彩）×PPP / セリフ - コツメカワウソ（近藤玲奈）、アフリカオオコノハズク（三上枝織）、ワシミミズク（上原あかり）、マーゲイ（山下まみ）、ギンギツネ（相坂優歌）、キタキツネ（三森すずこ） | 「ドレミファロンド（フレンズ ver.）」                                        | テレビアニメ『けものフレンズ』関連曲              |
| 2018年   |                                                 | |                                                                              |                                                   |
| 4月25日  | ペパプ・イン・ザ・スカイ！                      | PPP | 「純情フリッパー」                                                           | ゲーム『けものフレンズ FESTIVAL』テーマソング     |
| 4月25日  | ペパプ・イン・ザ・スカイ！                      | PPP | 「大陸メッセンジャー」 「人にやさしく」                                      | テレビアニメ『けものフレンズ』関連曲              |
| 4月25日  | ペパプ・イン・ザ・スカイ！                      | PPP with マーゲイ（山下まみ） | 「ようこそジャパリパークへ」                                                 | テレビアニメ『けものフレンズ』関連曲              |
| 4月25日  | ペパプ・イン・ザ・スカイ！                      | コウテイペンギン（根本流風） | 「200キロの旅」                                                              | テレビアニメ『けものフレンズ』関連曲              |
| 4月25日  | ペパプ・イン・ザ・スカイ！ 初回盤               | コウテイペンギン（根本流風） | 「ようこそジャパリパークへ」                                                 | テレビアニメ『けものフレンズ』関連曲              |
| 2019年   |                                                 | |                                                                              |                                                   |
| 2月13日  | 乗ってけ！ジャパリビート                        | どうぶつビスケッツ×PPP | 「乗ってけ！ジャパリビート」                                                 | テレビアニメ『けものフレンズ2』オープニングテーマ |
| 2月13日  | 乗ってけ！ジャパリビート                        | PPP | 「アラウンドラウンド」                                                       | テレビアニメ『けものフレンズ2』挿入歌             |
| 5月29日  | ようこそジャパリパークへ 〜こんぷりーとべすと〜 | うぃあーふれんず！ | 「ようこそジャパリパークへ（ただいま ver.）」                                | テレビアニメ『けものフレンズ2』エンディングテーマ |
| 10月4日  | け・も・の・だ・も・の                          | どうぶつビスケッツ×PPP | 「け・も・の・だ・も・の」                                                   | ゲーム『けものフレンズ3』主題歌                   |
| 10月4日  | け・も・の・だ・も・の                          | どうぶつビスケッツ×PPP | 「わっはっはっえがお」                                                       | ゲーム『けものフレンズ3』関連曲                   |
| 10月4日  | け・も・の・だ・も・の                          | PPP | 「フルーツ！フルーツ！フルルーツ？」                                         | ゲーム『けものフレンズ3』関連曲                   |
| 2020年   |                                                 | |                                                                              |                                                   |
| 12月9日  | MIRACLE DIALIES                                 | PPP | 「群青の夢と奇跡」                                                           | ゲーム『けものフレンズ3』関連曲                   |

### ユニットメンバー
1. 1 2 3 4 5  サーバル（尾崎由香）、フェネック（本宮佳奈）、アライグマ（小野早稀）
2. 1 2 3 4 5 6 7 8 9 10 11 12 13 14 15  ロイヤルペンギン（佐々木未来）、コウテイペンギン（根本流風）、ジェンツーペンギン（田村響華）、イワトビペンギン（相羽あいな）、フンボルトペンギン（築田行子）
3. ↑  サーバル（尾崎由香）、キュルル（石川由依）、カラカル（小池理子）、かばん（内田彩）、オオセンザンコウ（小野早稀）、オオアルマジロ（本宮佳奈）、アライグマ（小野早稀）、フェネック（本宮佳奈）、PPP［イワトビペンギン（相羽あいな）、フンボルトペンギン（築田行子）、ロイヤルペンギン（佐々木未来）、コウテイペンギン（根本流風）、ジェンツーペンギン（田村響華）］、カタカケフウチョウ（八木ましろ）、カンザシフウチョウ（菅まどか）
4. ↑  サーバル（尾崎由香）、フェネック（美坂朱音）、アライグマ（小野早稀）